# Per Bak
 Ikke at forveksle med Per Bak Jensen.
Per Bak (født 8. december 1948, død 16. oktober 2002) var en dansk teoretisk fysiker, der i 1987 var medforfatter på en videnskabelig artikel, der introducerede begrebet selvorganiseret kritikalitet.

## Karriere
Efter at have fået en ph.d. fra Danmarks Tekniske Universitet i 1974, arbejdede Bak for det amerikanske forskningscenter Brookhaven National Laboratory på Long Island (New York). Han specialiserede sig i de faseovergange der sker, når f.eks. en elektrisk isolator pludselig bliver til en elektrisk leder eller når vand fryser. I den forbindelse bidrog han til rumligt modulerede (magnetiske) strukturer i faste stoffer. Denne forskning ledte ham til det mere generelle spørgsmål om, hvordan der kan komme orden ud af uorden.
I 1987 skrev Bak og to postdoc-studerende, Chao Tang og Kurt Wiesenfeld en artikel til Physical Review Letters, der opsatte et ny koncept kaldet selvorganiseret kritikalitet. Det første eksempel på et dynamisk system, der viste dette, var Bak-Tang-Wiesenfelds sandbunkemodel, som blev opkaldt efter dem.

## Publikationer
- 1982, "Commensurate phases, incommensurate phases, and the devil's staircase", i: Reports on Progress in Physics, Vol. 45, pp. 587–629;doi:10.1088/0034-4885/45/6/001
- 1987, "Self-organized criticality: an explanation of 1/f noise", med Chao Tang og Kurt Wiesenfeld, i: Physical Review Letters, Vol. 59, pp. 381–384;doi:10.1103/PhysRevLett.59.381
- 1996, How Nature Works: The Science of Self-Organized Criticality, New York: Copernicus. ISBN 0-387-94791-4
- 1983, "Doing physics with microcomputers" An ordinary personal computer can be used to do large-scale calculations in physics at a great savings in cost and added personal convenience for the researcher. I: Physics Today / December 1983 pp. 25–28; doi:10.1063/1.2915383